# Yvan-Chrysostôme
Albums de Carlos
Tropicarlos
(1986) Carlos (album 97)
(1997)
Yvan-Chrysostôme est un album studio enregistré par Carlos publié en 1991.
Liste des pistes:
1. Canon
2. Pas assez beau
3. Le kikouyou
4. Pare-chocs
5. Avec elle
6. Si tu vas Dario (medley)
7. Ideho
8. Elle m'emballait
9. Les têtards
10. Ballade animée
11. Eh dis ! Père Noël
12. Maxwell